# Franciszek Wyspiański
Franciszek Michał Wyspiański (ur. 26 września 1836 we Lwowie, zm. 10 listopada 1901 w Krakowie) – rzeźbiarz i fotograf, ojciec Stanisława Wyspiańskiego.

## Życiorys
Był synem Ignacego Jana Wyspiańskiego (1805–1875) i Wiktorii z Gągulskich (1812–1886), miał dwóch braci: Antoniego (1845–1917), urzędnika pocztowego, i Bronisława (1854–1924), fotografa zamieszkałego w Bochni, oraz dwie siostry: Albinę (1843–1931) i Amalię.
Jako syn austriackiego urzędnika podatkowego, dzieciństwo i młodość spędził przemierzając wraz z rodzicami i resztą rodziny niemal całą Galicję. Po kilku latach spędzonych w rodzinnym Lwowie, zamieszkał w Chwałowicach (tu urodziła się jego siostra Albina), następnie w Kuryłówce (tu urodził się jego brat Antoni), potem w Wadowicach (gdzie w roku szkolnym 1851/1852 uczęszczał do niższej szkoły realnej), a w 1852 ostatecznie w Krakowie.
Nauki pobierał w Instytucie Technicznym przy Szkole Sztuk Pięknych w Krakowie, najpierw w Oddziale Rysunku i Malarstwa (1852–1854), a następnie (1854–1860) w Oddziale Rzeźby przy w pracowni Henryka Kossowskiego. Debiutował jeszcze jako student w 1857 na wystawie organizowanej przez Towarzystwo Przyjaciół Sztuk Pięknych (TPSP), pokazując na niej Portret kobiety i Portret mężczyzny, a w 1859 zaprezentował dwa popiersia: kobiety i mężczyzny. Wiedzę uzupełniał na studiach w Wiedniu, natomiast nie kontynuował nauki w Paryżu – na co wskazują wspomnienia rodzinne. Przyjaźnił się z Janem Matejką, Władysławem Łuszczkiewiczem, Aleksandrem Kotsisem.
Szeroki rozgłos uzyskał po wystawieniu w 1861 na wystawie TPSP popiersi Adama Mickiewicza oraz Mikołaja Kopernika. Popiersie Kopernika zapoczątkowało karierę artystyczną i stało się „wizytówką” rzeźbiarza. Na zlecenie władz Uniwersytetu jagiellońskiego Wyspiański wykonał cztery kopie tej rzeźby, które miały być podarunkami dla innych uczelni w związku z planowanymi uroczystymi obchodami 500-lecia fundacji uniwersytetu.
Wykonywał rzeźby królów, świętych (m.in. św. Jan Kanty do kościoła św. Anny), artystów i uczonych, np. Jana Długosza, zrealizowaną z okazji 400-lecia śmierci dziejopisarza w 1880, ofiarowaną później powstającemu wówczas Muzeum Narodowemu w Krakowie. W latach 1857–1870 wykonywał dla Juliusza Florkiewicza posągi mające zdobić park zamkowy w Młoszowej, między innymi pomnik Jana III Sobieskiego, wzorowany na pomniku z warszawskich Łazienek (nie zachowany do dziś).
25 kwietnia 1868 Wyspiański poślubił Marię Rogowską, 15 stycznia 1869 urodził się ich syn Stanisław, a 20 lutego 1871 Tadeusz (zm. 16 stycznia 1875). Od 1873 rodzina zamieszkała w Domu Długosza w Krakowie, gdzie swoje miejsce miała również pracownia. 16 maja 1875 zmarł ojciec rzeźbiarza, a 18 sierpnia 1876 umarła jego żona. Choroba, a następnie śmierć żony spowodowała, że Wyspiański popadł w alkoholizm. Tuż po śmierci żony artysta najpierw rzucił się w wir pracy artystycznej, ale jednocześnie coraz bardziej pogrążał się w nałogu. Zerwanie umowy około 1879 na wykonanie pięciu posągów nowego ołtarza wawelskiej katedry, rozpoczęło koniec kariery Wyspiańskiego. Syn Stanisław najpierw był wychowywany przez siostrę i matkę, a w 1880 został zabrany na dalsze wychowanie przez szwagierkę, siostrę zmarłej żony – Joannę Stankiewiczową.
W 1882 Wyspiański zlikwidował pracownię mieszkając pokątnie w Tarnowie, Bochni i Krakowie (pod różnymi adresami). W wyniku interwencji Stankiewiczów 4 stycznia 1892 został umieszczony w Domu Ubogich im. Helclów, gdzie wegetował blisko 10 lat. Zmarł 10 listopada 1901. Jego grób na cmentarzu Rakowickim do dziś się nie zachował (kwatera IX 16, 31), zachowało się natomiast kilka fotografii oraz dwa portrety autorstwa Stanisława Wyspiańskiego: z przełomu 1894–1895 w Muzeum Narodowym w Warszawie oraz z 1900, będący własnością prywatną.
Powszechnie uważa się, że Franciszek Wyspiański zajmował się również fotografią, jednak zdaniem Wandy Mossakowskiej Franciszek Wyspiański – fotograf i Franciszek Wyspiański – rzeźbiarz to dwie różne osoby (choć być może istniało między nimi pokrewieństwo). Fotograf o tym imieniu i nazwisku w latach 60. XIX w. prowadził w Krakowie zakład fotograficzny, ponadto działał również w Krynicy, Szczawnicy i Nowym Sączu. Fotografował w swoim atelier aktora Wincentego Rapackiego, wykonywał również zdjęcia z widokami Pienin (w 1869 pokazywał je na Wystawie Lekarsko-Przyrodniczej w Krakowie).

## Zachowane rzeźby
- Wizerunek Anioła Stróża – na grobie Kajetana Wolskiego na cmentarzu w Spytkowicach[12]
- Figura Matki Boskiej (z rysami portretowymi żony) z 1868, znajdowała się przy ul. Szujskiego 4 (obecnie przy ul. Krupniczej 38)[13].
- Posąg Kajetana Florkiewicza z 1870, figura św. Floriana oraz zniszczony posąg (korpus bez głowy) Czarownicy Kaśki, wszystkie sygnowane, znajdujące się w parku pałacowym w Młoszowej.
- Marmurowy posąg Kajetana Florkiewicza z 1877 w kościele św. Piotra i Pawła w Krakowie.
- Popiersie Józefa Warszewicza w Ogrodzie Botanicznym w Krakowie z 1862.
- Rzeźba dziecka zamówiona jako nagrobek na cmentarz w Rudawie z 1878 z zachowaną sygnaturą.
- Popiersie Józefa Ignacego Kraszewskiego z 1879, na pomniku-ławeczce pisarza odsłoniętym w 1881 w Krynicy-Zdroju.

## Wspomnienie o Franciszku Wyspiańskim
Artysta w każdym calu utalentowany rysownik i rzeźbiarz, dusza niezależna i rogata. Bliski przyjaciel krakowskiej bohemy owych czasów. Szczęścia nie miał i wywalczyć go nie umiał, nonszalancją zrażał swoich protektorów, poza tym lubiał bawić się szeroko i tak z wolna podupadała jego pracownia, a on sam odchodził w zapomnienie.
Tak charakteryzował go bratanek Witold Wyspiański, syn Antoniego, we wspomnieniach o Stanisławie Wyspiańskim opublikowanych na łamach „Kuriera Zachodniego” w 1927.

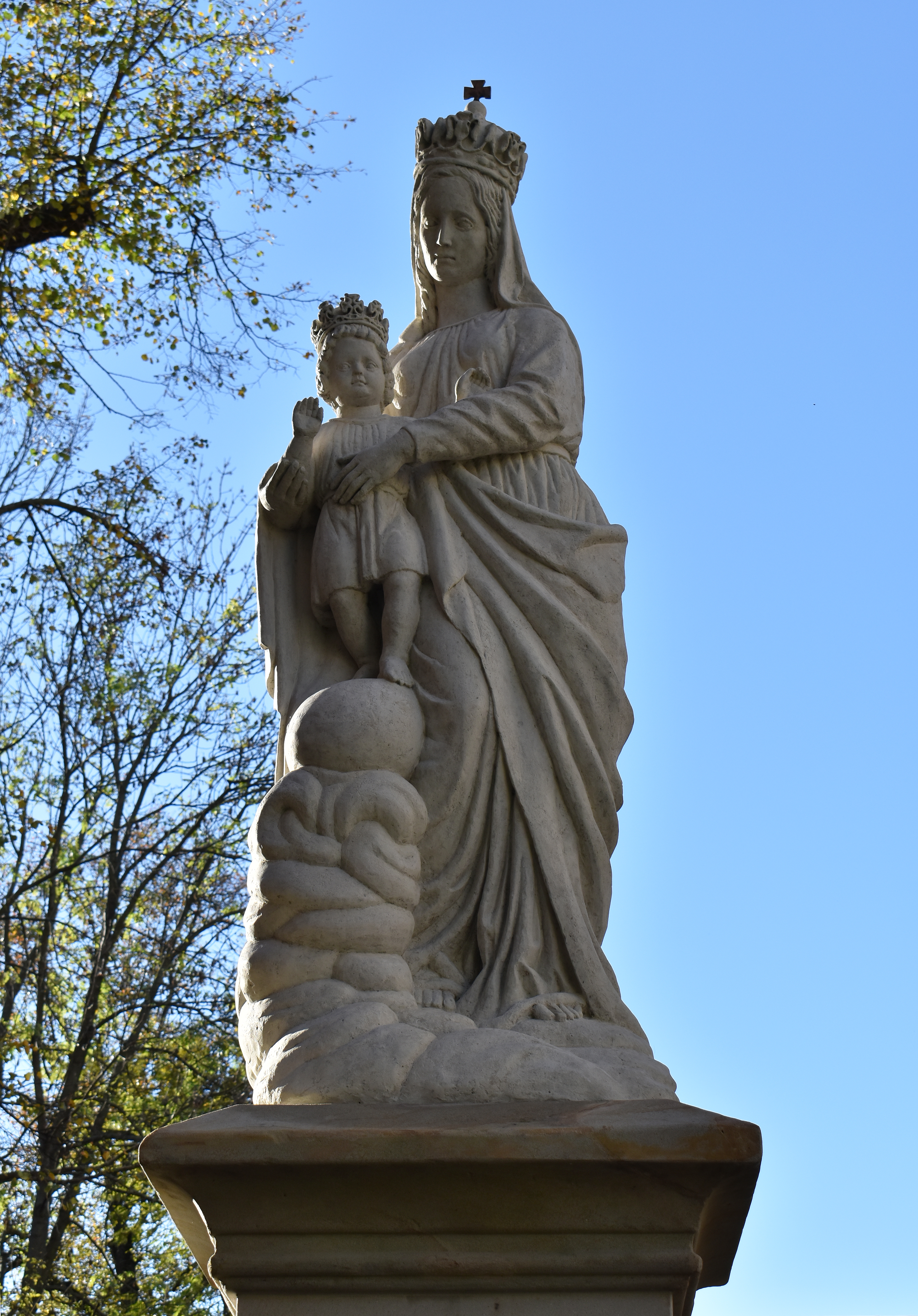
Figura Matki Boskiej (1868) Kraków ul. Krupnicza 38
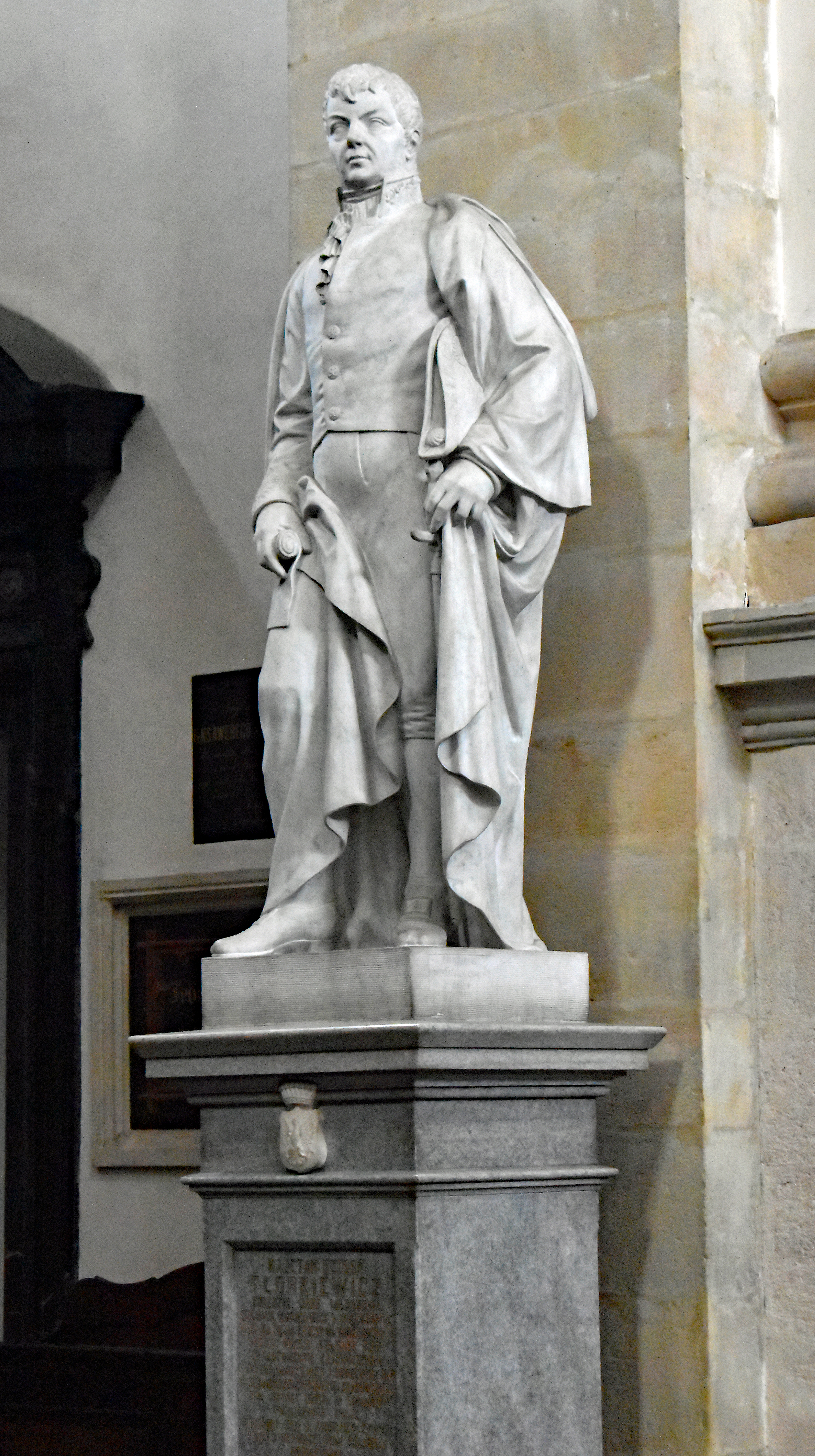
Pomnik Kajetana Florkiewicza Kościół Świętych Apostołów Piotra i Pawła Kraków ul. Grodzka 52a
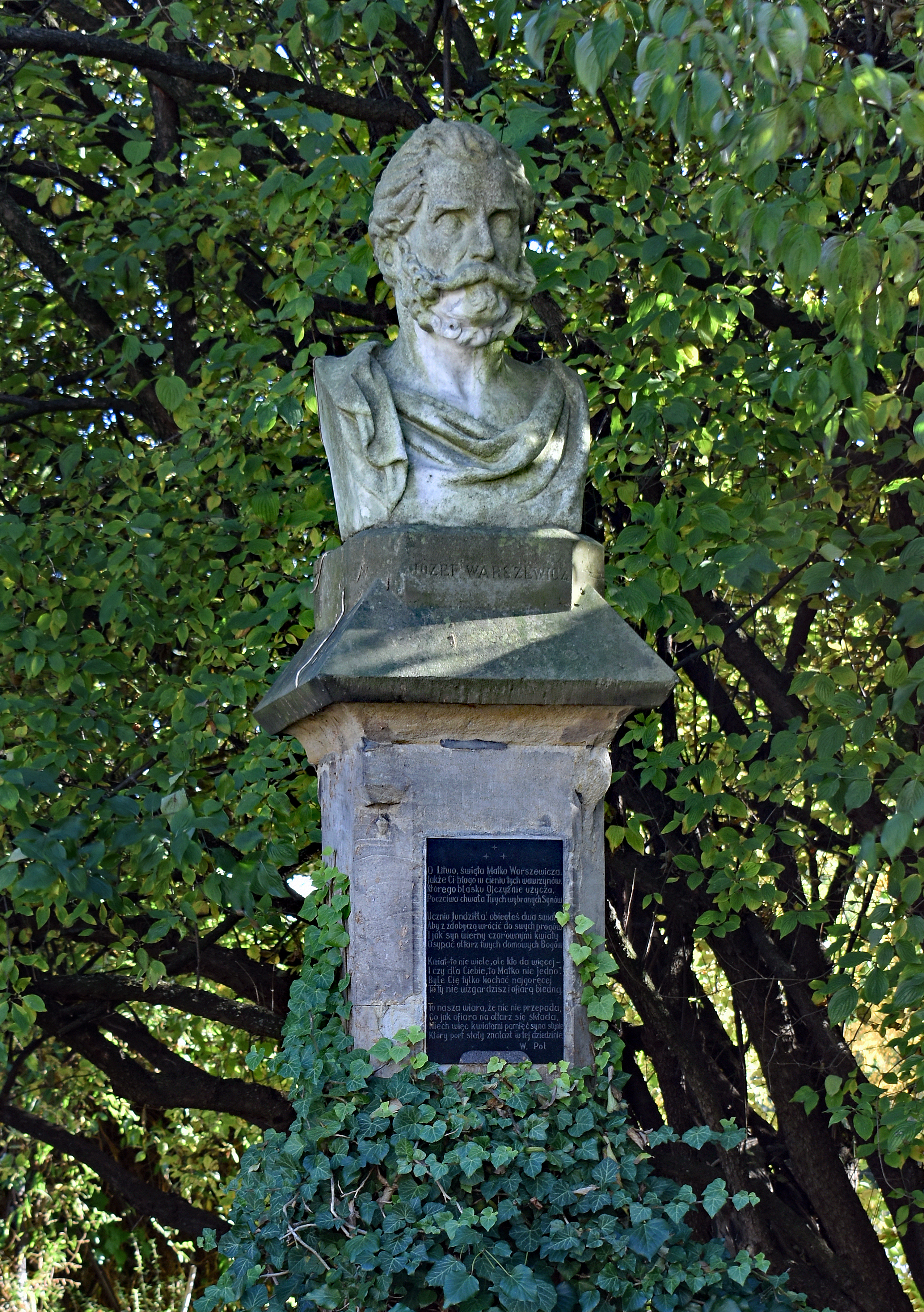
Popiersie Józefa Warszewicza Kraków, Ogród Botaniczny
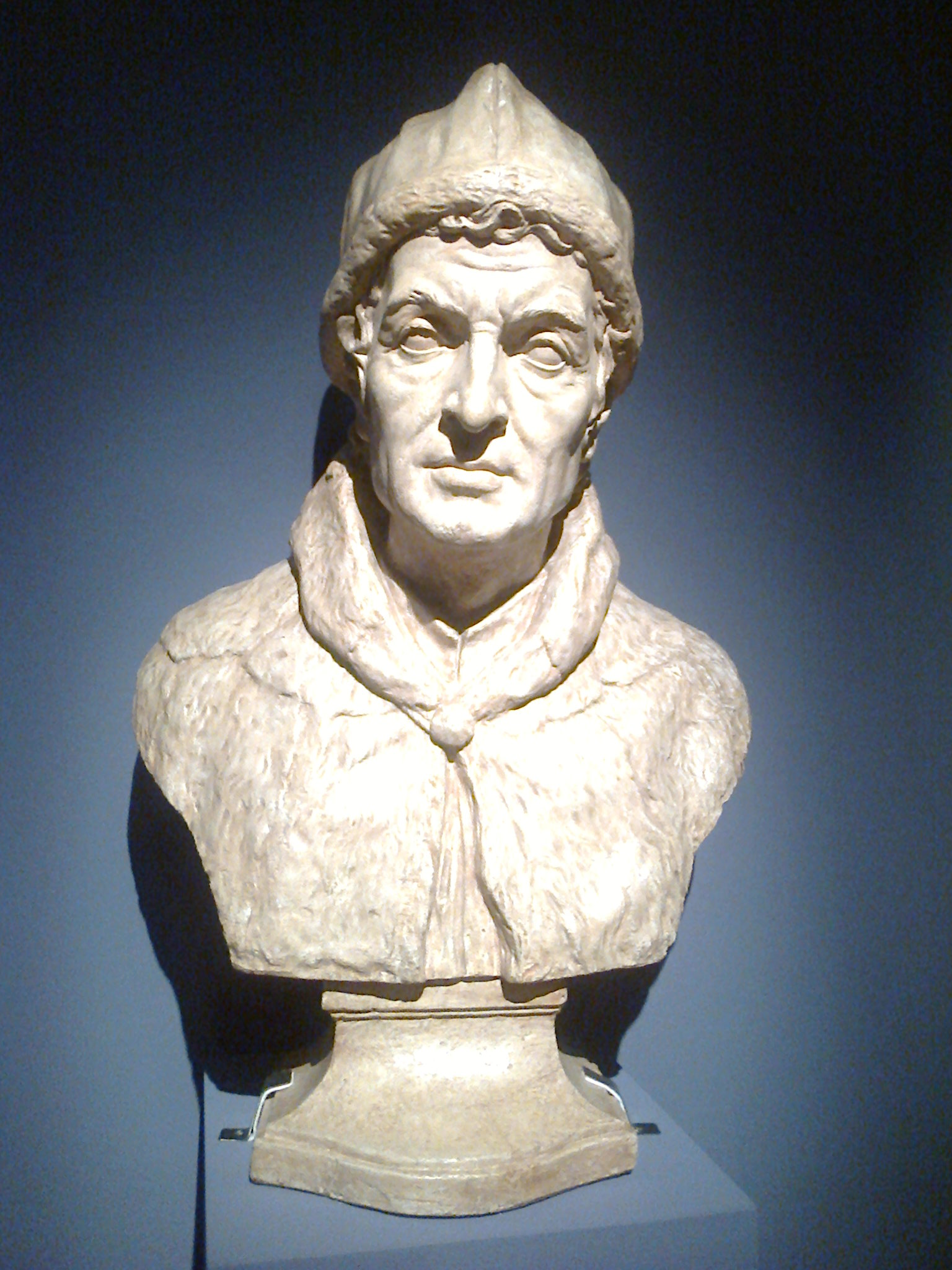
Popiersie Jana Długosza
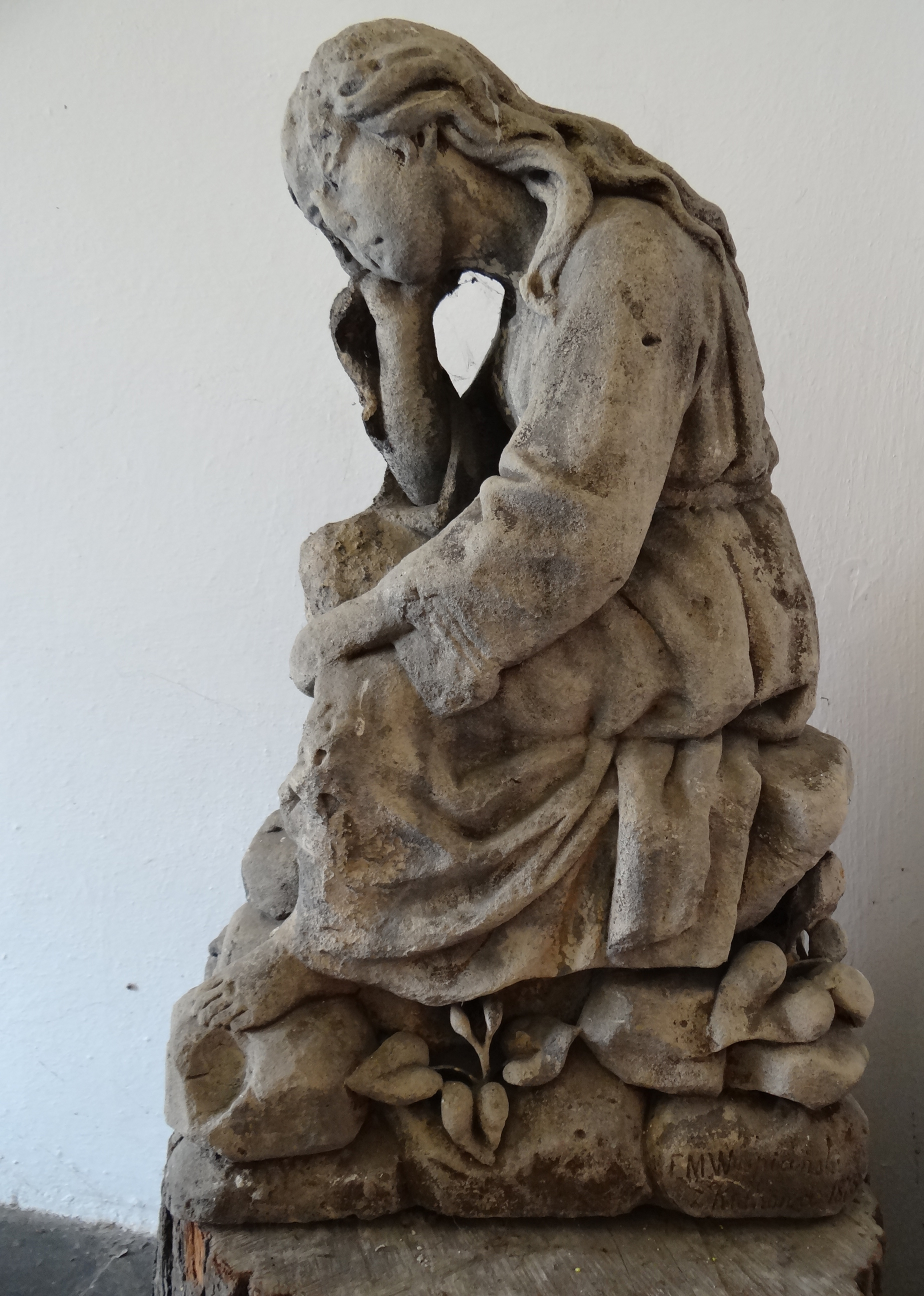
Rzeźba dziecka na cmentarzu w Rudawie
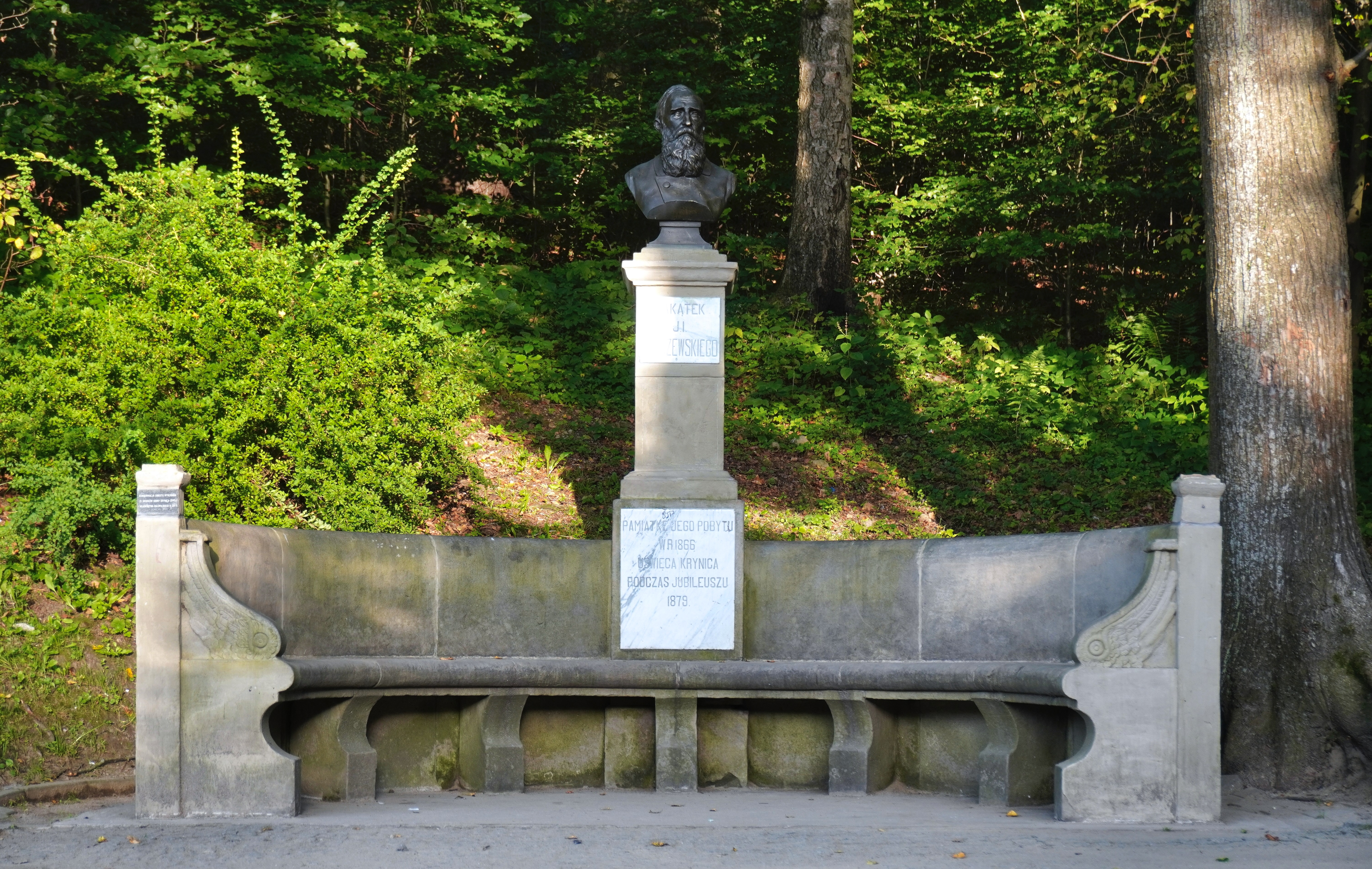
Ławka Kraszewskiego w Krynicy-Zdroju, w Parku Zdrojowym.